# Cantó de Vitry-sur-Seine-Nord
El cantó de Vitry-sur-Seine-Nord és un antic cantó francès del departament de Val-de-Marne, que estava situat al districte de Créteil. Comptava amb part del municipi de Vitry-sur-Seine.
Va desaparèixer al 2015 i el seu territori es va dividir entre el cantó de Vitry-sur-Seine-1 i el cantó de Vitry-sur-Seine-2.

## Municipis
- Vitry-sur-Seine (part)

## Història
| Data d'elecció                           | Identitat         | Partit | Qualitat |
| ---------------------------------------- | ----------------- | ------ | -------- |
| 1985-2008                                | Eliane Hulot      | PCF    |          |
| 2008-                                    | Pierre Bell'Lloch | PCF    |          |
| les dades anteriors no són pas conegudes |                   |        |          |
|                                          |                   |        |          |

## Demografia
| A partir de 1990: Població sense dobles comptes |